# 戸田忠勝
戸田 忠勝（とだ ただかつ、? -　貞享3年11月29日（1687年1月12日））は、のちの下野足利藩初代藩主・戸田忠時の長男。子は娘（戸田重澄継室）。旗本時代の忠時の嫡子だったが、家督を相続することなく早世した。代わって弟の忠囿が嫡子となった。